# Porośl-Kije
Porośl-Kije – wieś w Polsce położona w województwie podlaskim, w powiecie wysokomazowieckim, w gminie Sokoły.
W latach 1975–1998 miejscowość administracyjnie należała do województwa łomżyńskiego.
| SIMC    | Nazwa         | Rodzaj     |
| ------- | ------------- | ---------- |
| 0406127 | Porośl-Grzywy | przysiółek |

Wierni kościoła rzymskokatolickiego należą do parafii  Wniebowzięcia NMP w Sokołach.

## Historia
Porośl wzmiankowana w dokumentach w roku 1539 i 1662. W I Rzeczypospolitej wieś należała do ziemi bielskiej. W pobliżu kilka innych wsi, tworzących tzw. okolicę szlachecką Porośl:
- Porośl-Głuchy
- Porośl-Grzywy
- Porośl-Kije
- Porośl-Wojsławy[8].

W roku 1827 miejscowość liczyła 10 domów i 59 mieszkańców. Pod koniec wieku XIX wieś należała do powiatu mazowieckiego, gmina i parafia Sokoły. W pobliżu wiatrak.
W 1921 r. naliczono tu 10 budynków z przeznaczeniem mieszkalnym oraz 67 mieszkańców (30 mężczyzn i 37 kobiet). Wszyscy podali narodowość polską.